# Megeremaeus rameus
Megeremaeus rameus är en kvalsterart som beskrevs av Wen och Zhao 1993. Megeremaeus rameus ingår i släktet Megeremaeus och familjen Megeremaeidae. Inga underarter finns listade i Catalogue of Life.